# عدنة (المدينة المنورة)
عدنة هضبة وثنيه، تقع في شمال غرب المدينة المنورة بالقرب من قرية الفريش ووادي ملل.

## ما ذكره المؤرخون
قال الإسکندري: عدنه (بضمّ العين وسكون الدّال المهملتين والنّون): هضبة قرب ملل .
قال الحازمي الهمداني(بسكون الدال)، ثنيه قرب ملل، لها ذكر في المغازي.
قال ياقوت الحموي(بضم أوله، وسكون الدال): ثنيه قرب ملل لها ذكر في المغازي، قال ابن هرمه:
قال عبد المومن البغدادیعدنة، (بضم أوله، وسكون ثانية): ثنية قرب ملل.
قال السمهوديعدنة (بالنون محركا)، هضبة بالفريش كان بها منزل داود بن عبد الله بن أبي الكرام وبني جعفر بن إبراهيم.
قال نصيب